# Алексала
Але́ксала (карел. Aleksal) — деревня в составе Ильинского сельского поселения Олонецкого национального района Республики Карелия.

## География
Расположена в 10 км к западу от Олонца, на реке Олонка.

## Транспорт

### Автомобильное сообщение
Через деревню проходит автодорога 86К-8 «Олонец — Питкяранта — Леппясилта».

## История
26 ноября 1938 года постановлением Карельского ЦИК в деревне была закрыта часовня.

## Население
| 2002 | 2009 | 2010 | 2013 |
| ---- | ---- | ---- | ---- |
| 202  | ↘182 | ↘172 | ↘170 |

## Улицы
- ул. Набережная

- ул. Полевая

- ул. Совхозная